# Луковиця (община)
Община Луковиця (словен. Občina Lukovica) — одна з общин в центральній Словенії. Адміністративним центром є місто Луковиця-при-Домжалах. Община прагне до розвитку ремесел, що буде сумісним із запланованим розвитком туризму.

## Населення
У 2011 році в общині проживало 5454 осіб, 2794 чоловіків і 2660 жінок. Чисельність економічно активного населення (за місцем проживання), 2348 осіб. Середня щомісячна чиста заробітна плата одного працівника (EUR), 1007,62 (в середньому по Словенії 987.39). Приблизно кожен другий житель у громаді має автомобіль (56 автомобілів на 100 жителів). Середній вік жителів склав  38,6 роки (в середньому по Словенії 41.8). 